# 裴安祖
裴安祖（？—？），河东郡闻喜县（今山西省运城市闻喜县）人，出自河东裴氏定著五房之一的洗马裴，北魏官员。

## 生平
裴安祖年少就很聪慧，虚龄八九岁时跟随老师讲习《诗经》，学到《鹿鸣》，对各位兄长说：“鹿虽然是禽兽，得到食物还会互相招呼，何况人呢？”从此之后，裴安祖未曾独自吃东西。裴安祖二十岁左右被州中征辟为主簿。百姓中有兄弟争夺财产，到州中诉讼。裴安祖招来他们兄弟，以礼义责让，这对兄弟第二天就相继前来谢罪，人们都钦佩服气裴安祖。又有人劝说裴安祖出仕做官，裴安祖说：“隐逸的高尚之事，不是我希望达到的。但是京师遥远，实在害怕奔波之苦。”裴安祖于是闲居养志，不出城邑。裴安祖曾在热天出行，在树下休息，遇到鸷鸟追逐野鸡，野鸡情急撞树而死。裴安祖怜悯它，将野鸡取来放在阴凉处，细心看护，野鸡很久后得以复苏，裴安祖高兴的将它放了。裴安祖后来在晚上梦见一个男人，仪表神态端庄美好，穿着绣花曲领的衣服，向裴安祖拜了两次。裴安祖奇怪的询问，此人说：“感谢您前日放了我，所以来拜谢恩德。”听说此事的人感到惊异。后来魏孝文帝元宏巡视长安，到了河东郡，探望问候年高见识广的人。裴安祖在蒲阪县朝见，魏孝文帝与他谈话感到很喜悦，任命裴安祖为安邑县县令。裴安祖以年老患病坚决推辞，魏孝文帝诏令给予一季度的俸禄，以供应汤药。裴安祖在虚岁八十三时在家中去世。

## 家庭

### 兄弟
- 裴祖思
- 裴祖爱

### 儿子
- 裴思济
- 裴幼隽，北魏猗氏县县令
- 裴庆升